# Brinase
Brinase (hoặc brinolase) là một loại enzyme tiêu sợi huyết, và một loại thuốc tan huyết khối.
Nó có nguồn gốc từ Aspergillus oryzae.